# Zone de protection marine du champ hydrothermal Endeavour
La zone de protection marine du champ hydrothermal Endeavour (anglais : Endeavour Hydrothermal Vents Marine Protected Area) est une aire marine protégée du Canada située à 250 km2 au sud-ouest de l'île de Vancouver.  Cette aire d'une superficie de 98,48 km2 protège le champ hydrothermal Endeavour, un site hydrothermal situé à 2 250 m de profondeur.

## Milieu naturel
Il y a une soixantaine d'espèces distinctes à la dorsale Juan de Fuca dont 12 sont endémiques au champ hydrothermal Endeavour.